# Epimetasia gregori
Epimetasia gregori là một loài bướm đêm trong họ Crambidae.